# PNY Technologies
PNY Technologies Inc. est un constructeur américain de matériel informatique, fondé en 1985. L'entreprise est basée à Parsippany dans le New Jersey et ses principaux bureaux et usines sont situées aux États-Unis, Grande-Bretagne, France (à Mérignac), Allemagne et Taïwan. L'entreprise vend ses produits sous la marque PNY, acronyme de Paris, New York.
PNY se focalise sur les produits faisant usage de mémoire flash ; ses cartes graphiques (à base de chipsets graphiques NVIDIA exclusivement) et ses clefs USB ont par ailleurs grandement contribué à sa popularité en France.

## Logos

Ancien logo de la marque jusqu'au début de 2008.
Nouveau logo de la marque depuis 2008.

## Produits
- Clés USB
- Cartes mémoire (SD, micro SD...)
- Disques SSD
- Mémoire vive PC

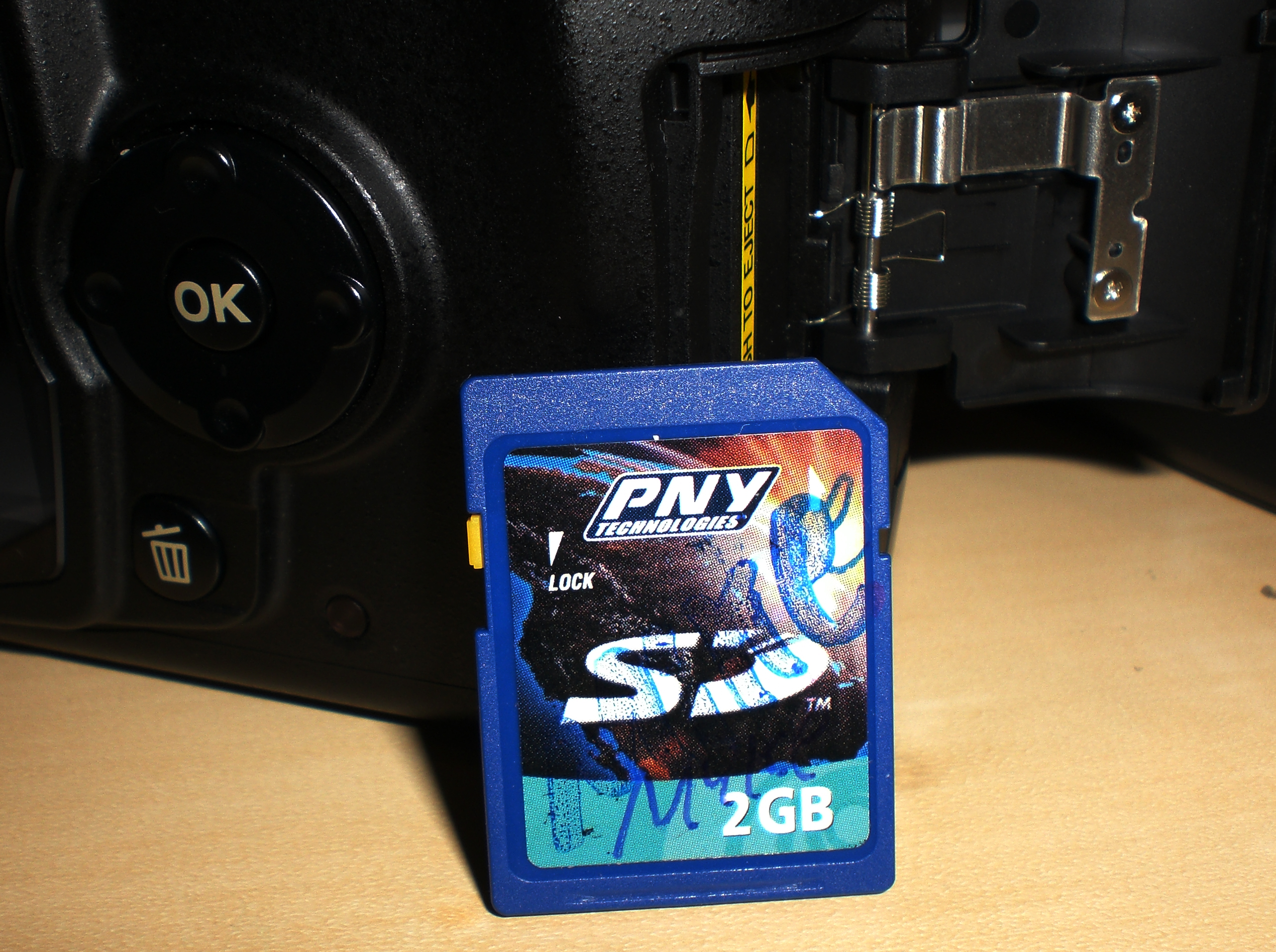
Carte SD 2 Gio pour appareil photo numérique.

- Cartes graphiques (Chipset Nvidia)
- Batteries et chargeurs de portables
- Câbles et connectiques